# CESAR
CESAR este un calculator militar românesc realizat în anii '70 la ITCI Cluj pentru artileria regimentală din Armata Română.